# Federazione cestistica dell'Indonesia
La Federazione cestistica dell'Indonesia (Persatuan Bola Basket Seluruh Indonesia) è l'ente che controlla e organizza la pallacanestro in Indonesia.
La federazione controlla inoltre la nazionale di pallacanestro dell'Indonesia. Ha sede a Giacarta e l'attuale presidente è Setia Dharma Madjid.
È affiliata alla FIBA dal 1954 e organizza il campionato di pallacanestro dell'Indonesia.